# Tanymastix stagnalis
Tanymastix stagnalis, umgangssprachlich häufig, wie auch andere Vertreter der Anostraca, Feenkrebs, aber auch Echter Kiemenfuß oder Sumpf-Feenkrebs genannt, ist eine Art der Ordnung Anostraca (Kiemenfüßer), die in temporär wasserführenden Tümpeln in ganz Europa vorkommt.

## Merkmale
T. stagnalis hat gepaarte Stielaugen und 11 gepaarte thorakale Extremitäten, die Blattbeine oder auch Phyllopodien genannt werden. Am Ende des Abdomens befindet sich eine Furca mit zwei roten Cercopoden. Diese sind lang, dünn und borstig. Die männlichen Genitalien befinden sich außerhalb des Abdomens und bestehen aus einem gepaarten, einziehbaren Hemipenis. Die Eisäckchen der Weibchen besitzen zwei Stacheln. Die Antennen sind geschlechtsdimorph und sind bei den Männchen zangenartig und zum Greifen geeignet. T. stagnalis kann durch die prägnante Form der männlichen Antennen von anderen Arten der Anostraca unterschieden werden.
Die Tiere sind milchigweiß bis grünlich gefärbt, die Eier in der Bruttasche des Weibchens auffallend ziegelrot, dieser oft mit einem farbenprächtig irisierenden Fleck Berichte über die Größe von T. stagnalis variieren. In Spanien wurden Exemplare mit einer Länge von 7–9 mm gefunden. Aus Mazedonien liegen Berichte vor, über Individuen mit einer Länge von 8–17 mm und in Frankreich mit einer Länge von bis 20 mm.

## Lebenszyklus
T. stagnalis überlebt die Trockenzeiten in dunkelbraunen Dauereiern (eigentlich Zysten, da sie bei der Ablage schon zu mehrzelligen Stadien weiterentwickelt sind), welche einen Durchmesser von 0,40–0,43 mm haben. Die linsen- oder diskusförmigen, kupferbraunen Eier sind charakteristisch für die Gattung Tanymastix. In jedem Eisack werden 8–14 Eier produziert, welche im offenen Wasser gelegt werden. Die Eier schweben normalerweise im Wasser und sammeln sich am Ufer der Teiche. Aus den Eiern schlüpfen Nauplien. Dieses Stadium dauert jedoch nur einige Stunden. Nach 7–40 Tagen wird die sexuelle Reife erreicht. Die Lebensdauer der Tiere ist abhängig von der Temperatur und der Saison und bewegt sich zwischen 30 Tagen im Sommer und bis über 60 Tage im Winter.

## Ökologie
Wie andere Tiere der Ordnung Anostraca, schwimmt T. stagnalis mit der ventralen Seite nach oben gerichtet, wobei die Atmung über die abgeflachten Blattbeine (die thorakalen Phyllopodien) stattfindet. Die Art wurde verschiedene Male als kalt-stenotherme Art, oder als warm-stenotherme Art beschrieben und gilt heute deshalb meist als eurytherm. Die Temperaturtoleranz von T. stagnalis scheint zwischen verschiedenen Populationen zu variieren. Es wurden unterschiedliche maximale Temperaturtoleranzwerte gemessen, die sich zwischen 16 °C in einigen Populationen, in irischen Populationen bei 20 °C und in Populationen in Deutschland bis zu 25 °C bewegen. Die optimale Temperatur wurde bei 10–17 °C oder 12–15 °C angegeben. Nauplien wurden bei Temperaturen von 3–12 °C gesichtet.
In Mazedonien lebt T. stagnalis in kleinen Felstümpeln mit einem Durchmesser von 20–60 cm und einer Wassertiefe von 10–20 cm, die lediglich einige Liter Wasser enthalten. In Spanien ist die Verteilung saisonabhängig; im Winter kommen sie in Regentümpeln in der Ebene vor, während sie im Sommer nur in gebirgigen Gebieten anzutreffen sind. Alle Tümpel, in denen T. stagnalis vorkommt, haben ein saures, mineralienarmes Milieu und liegen in Felsformationen, in denen sich bei Austrocknung schlammartige Ablagerungen bilden.
Wie alle Anostraca ernährt sich T. stagnalis durch die Filtrierung des Umgebungswassers. Dabei filtriert die Art Mikroplankton, Mikroorganismen und andere organische Materialien mit ihren borstigen Phyllopodien aus der Wassersuspension.
T. stagnalis reagiert sensibel auf Veränderungen von Lichtintensität und schwimmt bei plötzlichem Schattenwurf zum Grunde des Teichs oder vergräbt sich im Sediment des Grundes, um Räubern zu entgehen.
Ihre größte Bedrohung sind Störungen in ihrem Habitat, besonders die Einführung von Prädatoren wie zum Beispiel der Fischarten Lepomis gibbosus und Gambusia affinis.

## Vorkommen
T. stagnalis ist eine weit verbreitete, im größten Teil ihres Verbreitungsgebiets aber seltene Art. Die Verbreitung erstreckt sich von Nordwestafrika nördlich der Sahara über fast ganz Europa, von Algerien über die Iberische Halbinsel, den westlichen Mittelmeerraum, den Nordbalkan, weiter in den Südwesten Russlands im Osten und Richtung Norden über Deutschland, Dänemark bis nach Mittel-Skandinavien im Norden.

### Mittelmeergebiet
In Mazedonien kommt T. stagnalis nur in Teichen oberhalb von Stracin (Страцин) vor. Der dortige Untergrund muss zudem aus Andesit oder Tuff bestehen.
In Italien kommt die Art zerstreut in Felstümpeln der Meeresküsten des Tyrrhenischen Meeres vor, meist in klaren, nur wenige Zentimeter tiefen Tümpeln ohne Wasservegetation. Seltener wurde sie im Gebirge im Landesinneren, im zentralen Apennin und in einem Gewässer in den Alpen, gefunden, hier in größeren Tümpeln mit getrübtem Wasser.
Man hat sie auf den Inseln Korsika, Sardinien und Capraia gefunden, auf Sardinien sogar relativ häufig.

### Nordeuropa
Die Typuslokalität der Art lag in der Nähe von Uppsala in Schweden. Heute ist die Art hier von der Insel Öland in der Ostsee bekannt, wo sie in Felstümpeln der Alvar genannten Felsheiden und in Steinbruchgewässern vorkommt. Eine nördlichere Population wurde im Jahr 1913 auf einer Höhe von 1100 Metern über Meer oberhalb von Surnadal in Norwegen gefunden. Die Population von 1913 ist vermutlich ausgestorben, jedoch kennt man diese Art von drei anderen hoch gelegenen Ortschaften in den Trollheimen in Mittelnorwegen. In Dänemark sind nur zwei ältere Funde aus Nord-Jütland bekannt.
T. stagnalis ist die einzige Art der Anostraca, die in Irland vorkommt und eine von nur zwei Arten der Britischen Inseln (die andere Art ist Chirocephalus diaphanus, welche nur an wenigen Orten Südenglands vorkommt). Als Erstes wurde T. stagnalis in den Rhasane Turloughs im Jahr 1974 entdeckt und wurde bald darauf auch an sechs weiteren Orten in temporären Teichen auf Feldern gesichtet. Diese kurzzeitig entstehenden Teiche repräsentieren das typische Habitat von T. stagnalis. Daher wird vermutet, dass T. stagnalis über migrierende Vögel oder an den Beinen von Enten, Wildvögel und Watvögel aus Frankreich und Skandinavien nach Irland gelangten.

### Mitteleuropa

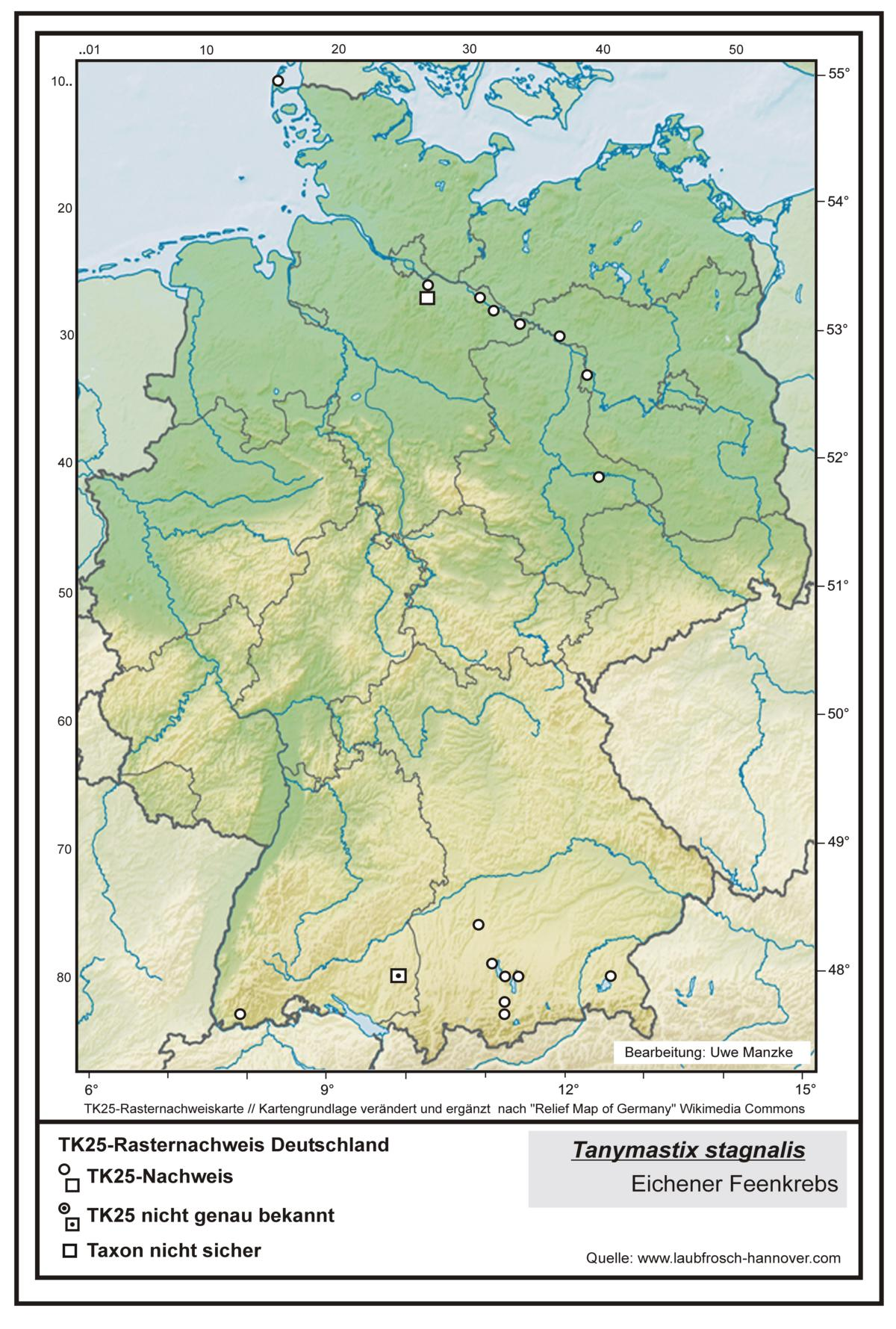
Rasternachweiskarte für Tanymastix stagnalis in Deutschland

Aus Deutschland liegen wenige Funde vor, die überwiegend in Überschwemmungstümpeln der Flussauen der großen Ströme liegen. Im Gegensatz zu anderen Groß-Phyllopoden ist die Art niemals in Pfützen von Truppenübungsplätzen gefunden worden. Funde gibt es aus dem Lechtal in der Umgebung von Augsburg, aus dem mittleren Elbtal, vom Main sowie aus dem Eichener See in Schopfheim-Eichen (Baden-Württemberg).
Aus Österreich sind drei Fundorte der Art bekannt, von denen nur die Funde bei Parndorf im Seewinkel in den letzten zwanzig Jahren bestätigt werden konnten.

## Taxonomie
Tanymastix stagnalis wurde im Jahr 1758 von Carl von Linné in der 10. Ausgabe von Systemae Naturae als Cancer stagnalis beschrieben. 1886 wurde die Art von Simon der Gattung Tanymastix zugeordnet.
Synonyme sind
- Branchipus stagnalis nach Linnaeus, 1758
- Tanymastix lacunae nach Guérin-Méneville, 1829[21]
- Branchipus braueri nach Frauenfeld, 1873
- Chirocephalus braueri nach anderen Autoren

Tanymastix stagnalis ist die häufigste Art der Gattung Tanymastix. Die übrigen, extrem seltenen Arten der Gattung sind
- Tanymastix affinis: Vorkommen in Tanger, Marokko
- Tanymastix stellae: Vorkommen auf Sardinien, seit der Erstbeschreibung niemals wiedergefunden, möglicherweise ausgestorben
- Tanymastix motasi: zwei Fundorte (Rumänien und Mazedonien)
- Bisher nicht zugeordnet: lebt in Kirgisien[23]

## Belege
1. ↑  GBIF – Tanymastix stagnalis
2. ↑  Zobodat.at – Tanymastix stagnalis
3. 1 2 3 4 5 6 7 8  A. Thiéry & T. Calvière: Mediterranean Temporary Pools. Volume 2: Species information sheets. Station Biologique de la Tour du Valat, 2004, ISBN 2-910368-50-5, Tanymastix stagnalis, S. 90–92 (scribd.com).
4. 1 2 3 4 5 6  M. Alonso: A survey of the Spanish Euphyllopoda. In: Misc. Zool. 9. Jahrgang, 1985, S. 179–208 (raco.cat [PDF]).
5. 1 2 3 4 5  R. Young: Tanymastix stagnalis (Linn.) in County Galway, new to Britain and Ireland. In: Proceedings of the Royal Irish Academy, section B: biological, geological, and chemical science. 76. Jahrgang, 1976, S. 369–378.
6. ↑  Erich Eder, Walter Hödl: Bestimmungshilfen zur Erkennung heimischer Anostraca, Notostraca und Conchostraca. In: Stapfia. Band 42, Linz 1996 (zugleich Kataloge des O.Ö. Landesmuseums N.F. 100), S. 111-136, zobodat.at [PDF]
7. 1 2  Swetozar Petkovski: On the presence of the genus Tanymastix Simon, 1886 (Crustacea: Anostraca) in Macedonia. In: Hydrobiologia. 298. Jahrgang, 1–3: Studies on Large Branchiopod Biology and Aquaculture II, 1995, S. 307–313, doi:10.1007/BF00033825.
8. 1 2 3 4  Graziella Mura & Paola Zarattini: Life history adaptation of Tanymastix stagnalis (Crustacea, Branchiopoda) to habitat characteristics. In: Hydrobiologia. 437. Jahrgang, 2000, S. 107–119, doi:10.1023/A:1026534302856.
9. ↑  Graziella Mura (1999): Current status of the Anostraca of Italy. Hydrobiologia 405: 57–65.
10. ↑  Graziella Mura (2001): Updating Anostraca (Crustacea, Branchiopoda) distribution in Italy. Journal of Limnology 60(1): 45-49.
11. ↑  Vezio Cottarelli & Graziella Mura: On some Anostraca (Crustacea, Branchiopoda) from Sardinia. In: Italian Journal of Zoology. 40. Jahrgang, Nr. 3&4, 1973, S. 323–335, doi:10.1080/11250007309429246.
12. ↑  Dennis Amnebrink & Carl Tamario: Can stone quarries contribute to preservation of endangered species in ephemeral water bodies? unpubl. Untersuchungsbericht im Rahmen des "Quarry Life Award" (download, abgerufen am 19. April 2016)
13. ↑  Robert Gurney: Tanymastix stagnalis Linn. and its occurrence in Norway. In: Internationale Revue der gesamten Hydrobiologie und Hydrographie. 6. Jahrgang, S2, 1914, S. 1–24, doi:10.1002/iroh.19140060907.
14. ↑  A. Langeland: New records of the fairy shrimp Tanymastix stagnalis (Anostraca) in Norway. In: Fauna. 57. Jahrgang, Nr. 2, 2004, S. 62–66.
15. ↑  Jakob Damgaard & Jørgen Olesen (1998): Distribution, phenology and status for the larger Branchiopoda (Crustacea: Anostraca, Notostraca, Spinicaudata and Laevicaudata) in Denmark. Hydrobiologia 377: 9–13.
16. ↑  Gwendolin Porst: Aquatic Invertebrates in Turloughs. (PDF) Trinity College, Dublin, September 2006 ehemals im Original (nicht mehr online verfügbar). (Seite nicht mehr abrufbar. Suche in Webarchiven)  Info: Der Link wurde automatisch als defekt markiert. Bitte prüfe den Link gemäß Anleitung und entferne dann diesen Hinweis.
17. ↑  M. Sheehy Skeffington, J. Moran, Á. O Connor, E. Regan, C. E. Coxon, N. E. Scorr & M. Gormally: Turloughs – Ireland's unique wetland habitat. In: Biological Conservation. 133. Jahrgang, 2006, S. 265–290, doi:10.1016/j.biocon.2006.06.019.
18. ↑  Eichener See
19. ↑  Wie Urzeitkrebse launische Gewässer besiedeln
20. ↑  Mario Engelmann & Tom Hahn (2004): Vorkommen von Lepidurus apus, Triops cancriformis, Eubranchipus (Siphonophanes) grubii, Tanymastix stagnalis und Branchipus schaefferi in Deutschland und Österreich (Crustacea: Notostraca und Anostraca). Faunistische Abhandlungen 25: 3–67.
21. 1 2  Erich Eder & Walter Hödl: Die Groß-Branchiopoden Österreichs (Crustacea: Branchiopoda excl. Cladocera). In Reinhart Schuster (Hrsg.): Catalogus Novus Faunae Austriae, No. 1. Österreichische Akademie der Wissenschaften, Wien 2003. ISBN 3-7001-3216-6
22. ↑  Denton Belk & Ján Brtek: Checklist of the Anostraca. In: Hydrobiologia. 298. Jahrgang, 1–3: Studies on Large Branchiopod Biology and Aquaculture II, 1995, S. 315–353, doi:10.1007/BF00033826.
23. ↑  Jan Brtek & Graziella Mura (2000): Revised key to families and genera of Anostraca with notes on their geographic distribution. Crustaceana 73 (9): 1037-1088.